# Персидский ковёр

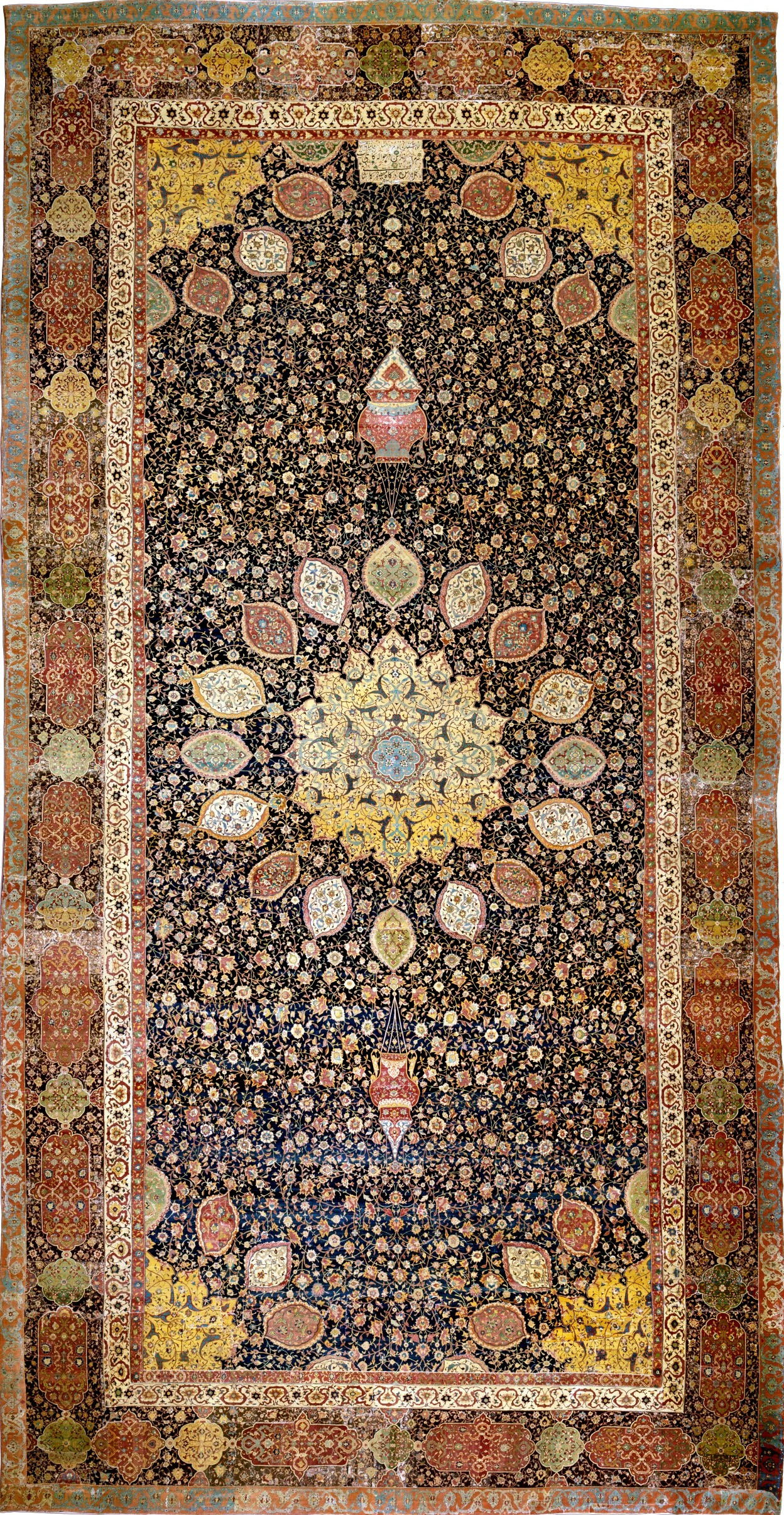
Персидский ковёр середины XVI века — так называемый ардебильский ковёр «Шейх-Сефи» — один из старейших сохранившихся ковров.

Персидский ковёр (пехл. bōb, перс. فرش ايرانى‎ farš-e irâni; иногда قالی qāli) — одна из наиболее известных в мире разновидностей ковров ручной работы, являющийся одним из символов персидской культуры и государства Иран.

## История
Ковроткачество в Персии было хорошо развито уже во времена Греко-персидских войн, когда Персией правила династия Ахеменидов. В античных источниках сохранились упоминания, что дворец Кира Великого в Пасаргаде был украшен коврами, великолепие которых произвело впечатление даже на Александра Македонского.
Во времена династии Сасанидов для шаха  Хосрова I был создан легендарный  «Весенний» ковёр с изображением цветущего сада. Этот ковёр, согласно легенде, украшал главный зал дворца Хосрова в Ктесифоне (ныне на территории Ирака). «Весенний ковер» был самым дорогим ковром в истории —  он поражал гигантскими размерами (122 метра в длину, 30 метров в ширину), и весил несколько тонн. В середине VII века, после арабского завоевания Персии, арабские воины разрезали ковёр и разделили его между собой, чтобы использовать, как коврики для намаза.
В XVI—XVII веках при династии Сефевидов императорские мануфактуры создавали огромные напольные ковры. Несмотря на ошеломляющие размеры (до 60 м².) качество продолжало оставаться высоким.
Более того, этот период считается «золотым веком» в истории персидского ковра, когда неустанно совершенствовалась техника, складывались характерные принципы орнаментации, по которым можно безошибочно определить город или мастерскую, создавшую тот или иной ковер.
Мастера часто заимствовали элементы узоров из архитектуры, воспроизводили планировку мифических райских садов. Ковры «чахар-баг» делятся на четыре части четырьмя райскими реками, в центре изображается водоём, напоминающий о бассейнах для ритуального омовения в персидских мечетях эпохи Сефевидов.
Особое место занимали шёлковые гилянские ковры, изготовленные в прикаспийской области Ирана — Гиляне. Путешественник Марко Поло сообщал, что генуэзские купцы специально приезжали туда за шёлком. Но родиной персидского шелководства считается Мерв.
Известностью пользовались также прочные шерстяные гератские ковры, создававшиеся в одноимённом городе. Изображения таких ковров присутствует на картинах многих живописцев, в том числе Рубенса и Ван Дейка.
При производстве исфаханских ковров нередко использовались золотые и серебряные нити. Известностью пользовались также наинские, ширазские, керманские, тебризские ковры.
В 1514 году, захватив иранский город Тебриз, османские войска увели с собой пленных ковроделов и керамистов. Среди их трофеев были и великолепные ковры, сделанные персидскими мастерами. Турки быстро оценили качество продукции персидских ковроделов, и впоследствии это ремесло распространилось по всей Малой Азии.
Ковры, изготовленные до XIX века имеют огромную коллекционную ценность, а ковры, созданные ранее XVIII века, почти всегда находятся в музейных коллекциях и их практически невозможно встретить в частных собраниях.
В XIX веке, в период правления династии Каджаров (1779—1925) увеличивается экспорт ковров сначала в соседние страны, а затем и в Европу.
Самым распространённым изделием ковровых мастерских мусульманских стран был и остаётся ковер для намаза — джанамази (перс.), саджат (араб.) и намазлык (турецк.). Это небольшой, длиной около метра ковёр, на котором, как правило, изображена арка — михраб. Во время молитвы ковёр стелится таким образом, чтобы центр арки совпадал с киблой — направлением на Священную Каабу в Мекке.